# Taikî, Iemilciîne
Taikî (în ucraineană Тайки) este localitatea de reședință a comunei Taikî din raionul Iemilciîne, regiunea Jîtomîr, Ucraina.

## Demografie
Componența lingvistică a localității Taikî
     Ucraineană (98,83%)
     Alte limbi (1,16%)
Conform recensământului din 2001, majoritatea populației localității Taikî era vorbitoare de ucraineană (98,83%), existând în minoritate și vorbitori de alte limbi.